# Jupp Heynckes
Josef "Jupp" Heynckes (født 9. maj 1945 i Mönchengladbach) er en tidligere tysk fodboldspiller og tidligere fodboldtræner for FC Bayern München. 
Som aktiv spiller spillede han i perioden 1967-1976 39 landskampe for Vesttyskland, hvor han scorede 14 mål. På klubplan spillede han i mange år for den tyske klub Borussia Mönchengladbach, men var også en overgang knyttet til Hannover 96. 
Efter afslutning af karrieren som aktiv spiller blev Heynckes træner, og blev træner for bl.a. Borussia Mönchengladbach, Athletic Bilbao, Eintracht Frankfurt, CD Tenerife, Real Madrid, Benfica Lissabon, FC Schalke 04 og Bayer 04 Leverkusen. Siden den 9. oktober 2017 er han for fjerde gang træner for Tysklands rekordmester FC Bayern München. Med den bayerske klub vandt han 2013 det første treble i klubbens historie. Han har allerede annonceret, at han igen vil træde tilbage til sæsonslut og afslutte sin karriere uigenkaldelig.